# Consulat général de France à Toronto
Le Consulat général de France à Toronto est une représentation consulaire de la République française au Canada. Le Consulat général est situé sur Bloor Street, à Toronto, en Ontario. Auparavant, il était situé au 40, University Avenue à Toronto.
Placé sous l'autorité de l'ambassade de France au Canada, sa circonscription consulaire s'étend sur deux provinces canadiennes : l'Ontario et le Manitoba. Cet organisme diplomatique est chargé de la protection et du suivi administratif des Français qui y sont établis ou en transit.
Depuis le 1er juillet 2005, date de la fermeture de la section consulaire à Ottawa, capitale fédérale canadienne, le consulat général de France à Toronto est compétent pour Ottawa également.
Par décret du Président de la République en date du 14 juin 2023, M. Bertrand Pous en est le Consul général depuis le 1er septembre 2023.

## Liste des consuls généraux de France à Toronto
- Marcelle Campana 1967 - 1972
- Georges Estrade 1977-1979
- Pierre Guérand 1979 - 1984
- Louis Vorms 1983 - 1987
- Jacques Royet 1987 - 1989
- Pierre-Antoine Berniard 1989 - 1992
- Yves Doutriaux 1992 - 1995
- Pierre-Jean Vandoorne 1995 - 2000
- Hugues Goisbault 2000 - 2004
- Philippe Delacroix 2004 - 2008
- Jérôme Cauchard[1] 2008 - 2012
- Jean-François Casabonne Masonnave[2] 2012 - 2015
- Marc Trouyet 2015 - 2019
- Tudor Alexis[3] 2019 - 2023
- Bertrand Pous 2023 -

## Consuls honoraires
Le consulat général supervise deux consuls honoraires respectivement à :
- Sudbury (Nord de l'Ontario)
- Winnipeg (Manitoba)